# Enrique XIII de Reuss-Untergreiz

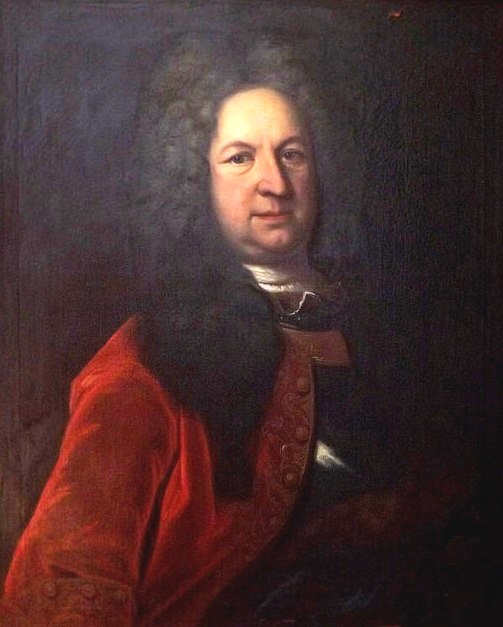
Enrique XIII, conde de Reuss-Untergreiz y señor de Plauen

Enrique XIII de Reuss-Untergreiz (en alemán: Heinrich XIII Graf Reuß zu Untergreiz; 29 de septiembre de 1672, Oppurg, Turingia - 14 de abril de 1733, Greiz, Turingia) fue un miembro de la línea mayor de la Casa de Reuss. Fue, junto con su hermano Enrique XIV, conde de Reuss-Untergreiz (1697-1733), señor de Plauen, Burgk (parte de Schleiz) y Rotenthal.

## Vida
Era hijo del conde Enrique IV de Reuss-Untergreiz (1638-1675) y de su esposa, Frau Ana Dorotea von Rupp de Moravia (1651-1698), hija de Freiherr Wilhelm von Rupp († 1674) y Frau Anna Katharina von Rupp/Rupau (* c. 1625). El 26 de agosto de 1673 su padre fue elevado al rango de conde.
Tras la muerte de Enrique IV en 1675 sus hijos, Enrique XIII y Enrique XIV, heredaron el condado de Reuss-Untergreiz. Ambos gobernaron conjuntamente, con una regencia entre 1675 y 1693.
En 1697 Enrique XIII heredó la "línea joven de Reuss-Burgk", con residencia en el Palacio Burgk en el Saale. El palacio comenzó a servir como residencia de caza y de verano.
Enrique XIII de Reuss-Untergreiz murió el 14 de abril de 1733 a la edad de 60 años en Greiz y fue enterrado en ese mismo lugar.
Su hijo, Enrique III heredaría el trono de Untergreiz, el cual sería absorbido por Obergreiz en 1768 tras su muerte. Enrique XI de Reuss-Obergreiz obtuvo los dos condados en el nuevo Principado de Reuss (línea mayor).

## Matrimonio y descendencia
Enrique XIII de Reuss-Untergreiz se casó el 14 de agosto de 1697 en Ilsenburg con la condesa Sofía Isabel de Stolberg-Ilsenburg (6 de febrero de 1676-14 de noviembre de 1729), hija del conde Ernesto de Stolberg-Ilsenburg (1650-1710) y de la condesa Sofía Dorotea de Schwarzburgo-Arnstadt (1647-1708). Tuvieron 13 hijos:
- Augusta Ernestina Sofía de Reuss-Untergreiz (14 de enero de 1698, Olsenburg-27 de enero de 1710)
- Cristiana Dorotea de Reuss-Untergreiz (25 de septiembre de 1699, Greiz - 6 de septiembre de 1752, Zirlau), se casó el 14 de noviembre de 1723 en Burgk con el conde Conrado Ernesto Maximiliano de Hochberg, señor de Fürstenstein (1682-1742)
- Enrique III de Reuss-Untergreiz (26 de enero de 1701-17 de marzo de 1768), conde y señor de Untergreiz (1733-1768), murió soltero
- Enrique IV de Reuss-Untergreiz (14 de febrero de 1702-11 de octubre de 1738), coronel, soltero
- Enrique V de Reuss-Untergreiz (31 de enero de 1704-1 de agosto de 1736), murió soltero
- Ernestina Emilia de Reuss-Untergreiz (4 de abril de 1705-26 de abril de 1728), casada el 14 de noviembre de 1724 en Greiz con el conde Enrique Augusto de Stolberg-Schwarza (1697-1748)
- Luisa Enriqueta de Reuss-Untergreiz (29 de noviembre de 1706-6 de abril de 1708)
- Enrique VI de Reuss-Untergreiz (1 de junio de 1708-6 de diciembre de 1763), soltero
- Enrique VII de Reuss-Untergreiz (30 de junio de 1709)
- Sofía Isabel de Reuss-Untergreiz (21 de mayo de 1710)
- Sofía Enriqueta de Reuss-Untergreiz (19 de septiembre de 1711-22 de enero de 1777), se casó el 22 de octubre de 1733 en Greiz con el príncipe Luis Gunter II de Schwarzburgo-Rudolstadt (1708-1790)
- Un niño muerto (30 de octubre de 1712)
- Albertina Augusta Reuss-Untergreiz (21 de junio de 1715-24 de agosto de 1717)